# Dyscia naevata
Dyscia naevata är en fjärilsart som beskrevs av Eugen Wehrli 1953. Dyscia naevata ingår i släktet Dyscia och familjen mätare. Inga underarter finns listade i Catalogue of Life.